# Portland (Maine)
 For alternative betydninger, se Portland. (Se også artikler, som begynder med Portland)
Portland er den største by i den amerikanske delstat Maine. Byen ligger i den sydlige del af delstaten i Cumberland County ved Atlanterhavskysten. Portland er i dag det økonomiske og kulturelle centrum i Maine og et populært turistmål på grund af det historiske havneområde. Byen har 68.408(2020) indbyggere, med forstæder er indbyggertallet på cirka 230.000.

## Historie
Byen har haft flere navne. Indianerne som først boede her kaldte stedet "Machigonne". Briterne som slog sig ned her i 1632 og etablerede en handels- fiskeri- og havneby kaldte byen for "Casco", senere "Falmouth" i 1658. Byen blev lagt i ruiner af wampanoagerne i 1675, og igen i 1775 af briterne under uafhængighedskrigen.
En del af Falmouth som blev kaldt "The Neck" ("Halsen") blev udbygget som havneområde, separeret fra resten af byen, og fik navnet "Portland" i 1786. Portland var delstatshovedstad i Maine fra da staten blev medlem i 1820 til 1832 da hovedstaden blev flyttet til Augusta.
I 1866 nedbrændte meget af Portland til grunden på uafhængighedsdagen 4. juli. Byen blev genopbygget med sten- og murbygninger.